# Hard to Say
Singles de Crystal Kay
Think of U
(2001) Girl U Love
(2002)
Hard to Say est le 8e single de la chanteuse Crystal Kay sorti sous le label Sony Music Entertainment Japan le 7 août 2002 au Japon. Il atteint la 26e place au classement de l'Oricon et reste classé onze semaines.
Hard to Say a été utilisé comme thème musical pour l'émission musicale JAPAN COUNTDOWN. Cette chanson se trouve sur l'album Almost seventeen et sur les compilations CK5, Best of Crystal Kay et sur l'album de remix The Best Remixes of CK.

## Liste des titres
| 1. | Hard to Say                      | Crystal Kay, SPHERE of INFLUENCE, SORA3000, ☆Taku Takahashi et H.U.B. | ☆Taku Takahashi   | 4:47 |
| 2. | Think of U (KZ Future Disco Mix) | Crystal Kay, Nishio Saeko                                             | T.KURA et MICHICO | 6:01 |
| 3. | Hard to Say (Instrumental)       | Crystal Kay, SPHERE of INFLUENCE, SORA3000, ☆Taku Takahashi et H.U.B. | ☆Taku Takahashi   | 4:49 |